# Künstlerkolonie von Étaples

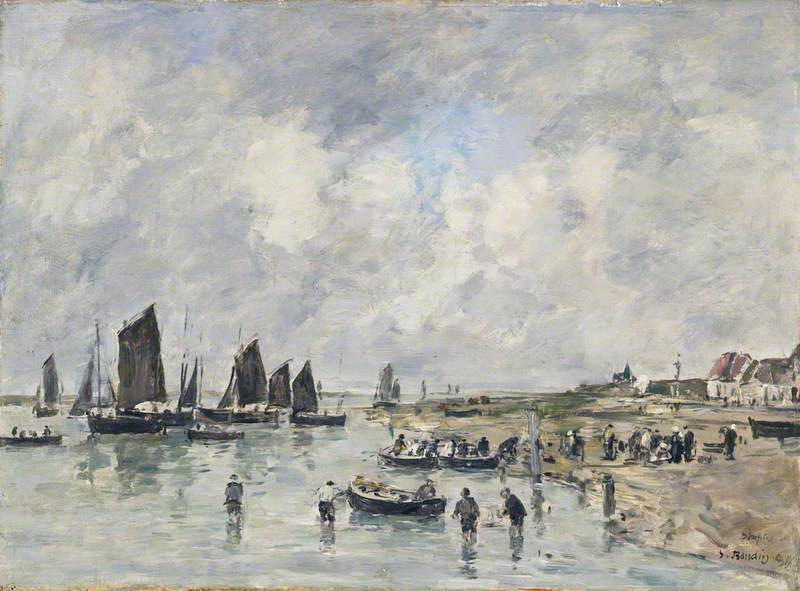
Eugène Louis Boudin (1824–1898): Étaples, 1908. Manchester Art Gallery

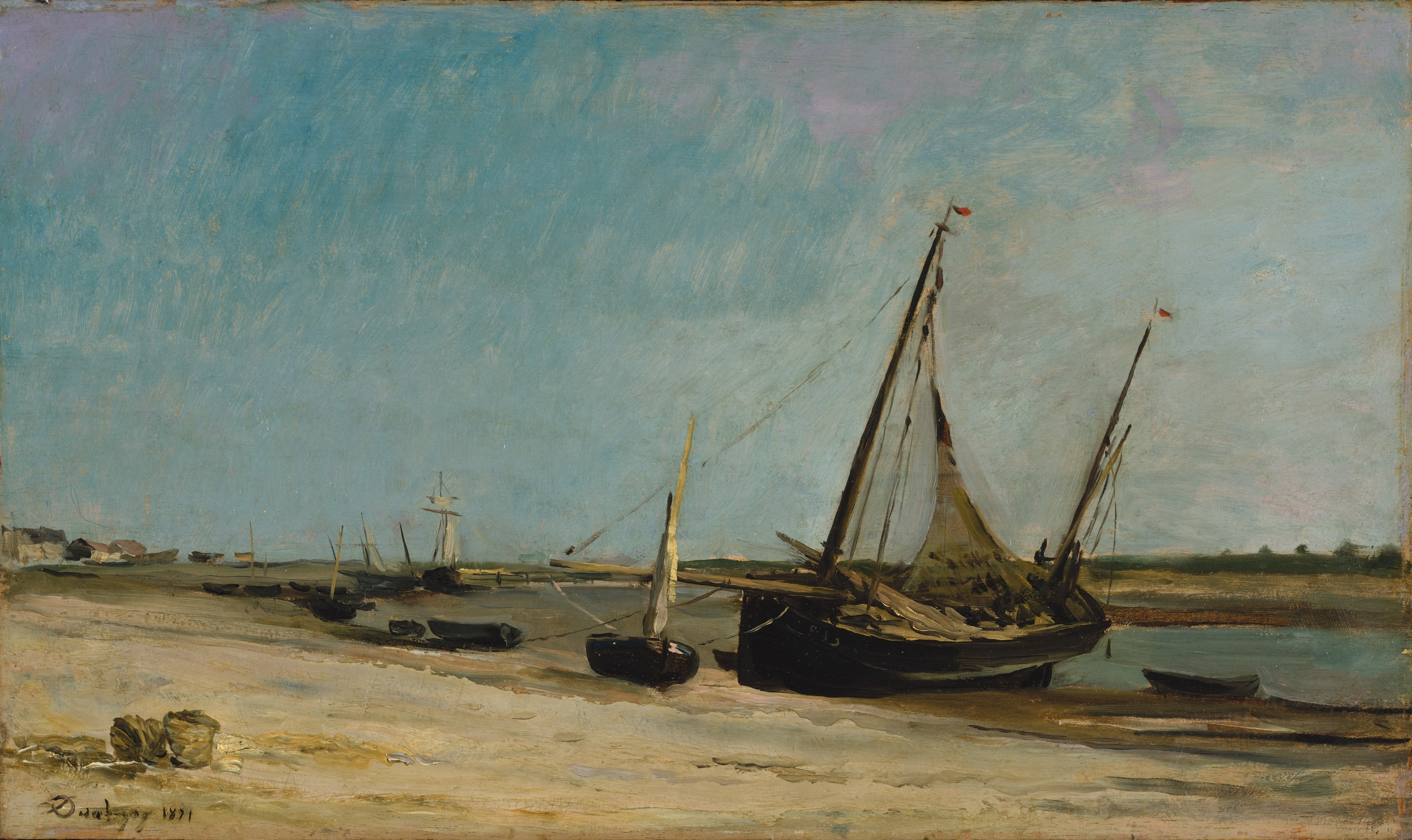
Charles-François Daubigny (1817–1878): Boote an der Küste bei Étaples, 1871. Metropolitan Museum of Art, New York

Die Künstlerkolonie von Étaples (Französisch: Colonie artistique d’Étaples; englisch: Etaples art colony), auch École d’Étaples genannt, ist ein Zusammenschluss von Malern und Bildhauern, die sich zwischen dem Ende des 19. Jahrhunderts (ab 1882) und 1914, dem Beginn des Ersten Weltkriegs, in der Gemeinde Étaples im Département Pas-de-Calais in Nordfrankreich niederließen.

## Geschichte

### Gründung

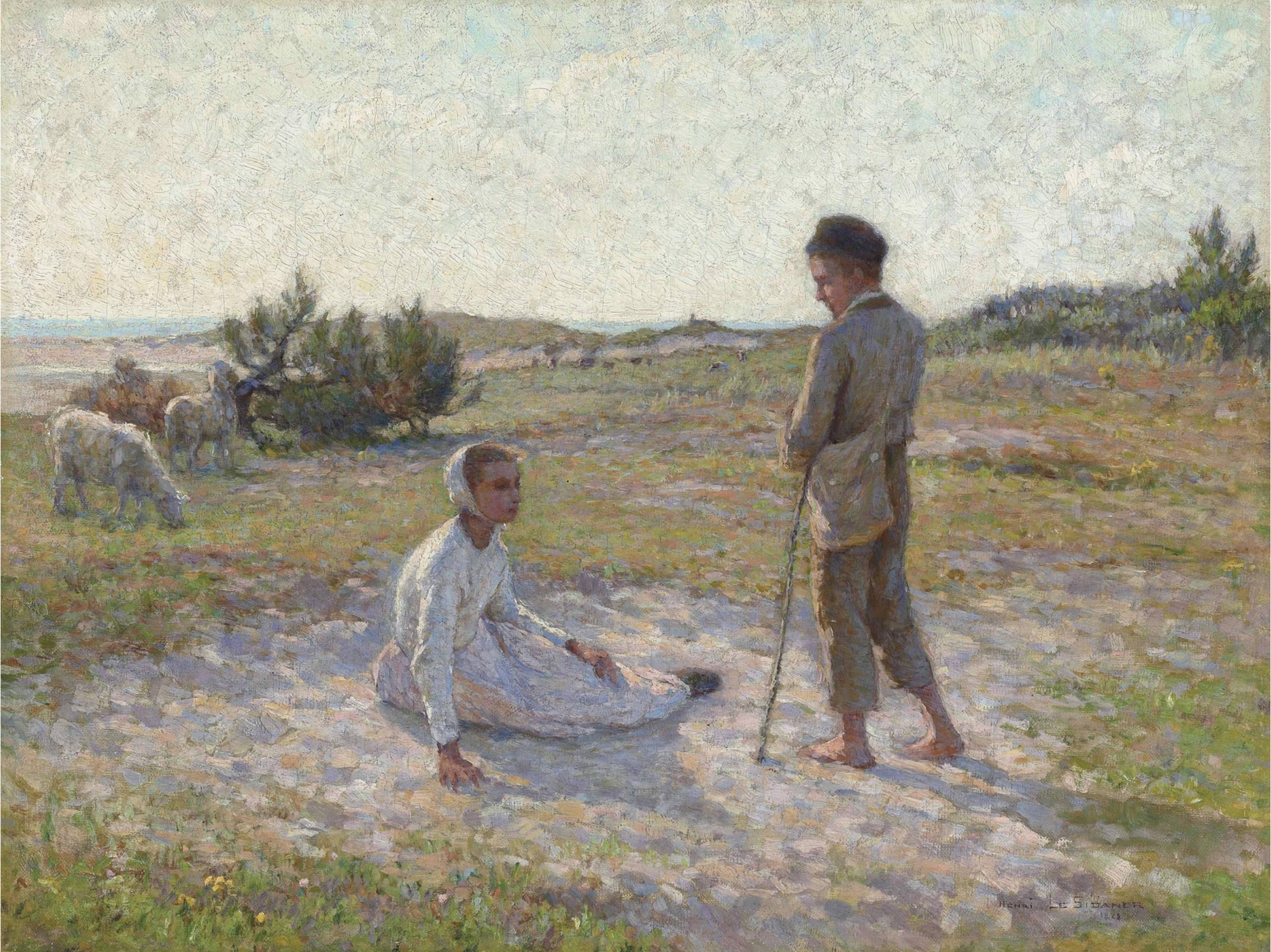
Henri Le Sidaner (1862–1939) In den Dünen, Étaples, 1888.

Charles-François Daubigny, ein Vorläufer des Impressionismus, wählte Étaples als Inspirationsquelle. Der Ort zog viele andere berühmte Maler an, wie Joseph Mallord William Turner, Richard Parkes Bonington, Jean-Baptiste Camille Corot, Eugène Delacroix und Jean-Charles Cazin. Einige Jahre später, 1873, malte Édouard Manet in Berck (20 km südlich von Étaples) sein Gemälde Sur la plage, und ab 1874 hielt sich auch Eugène Boudin in Berck auf.

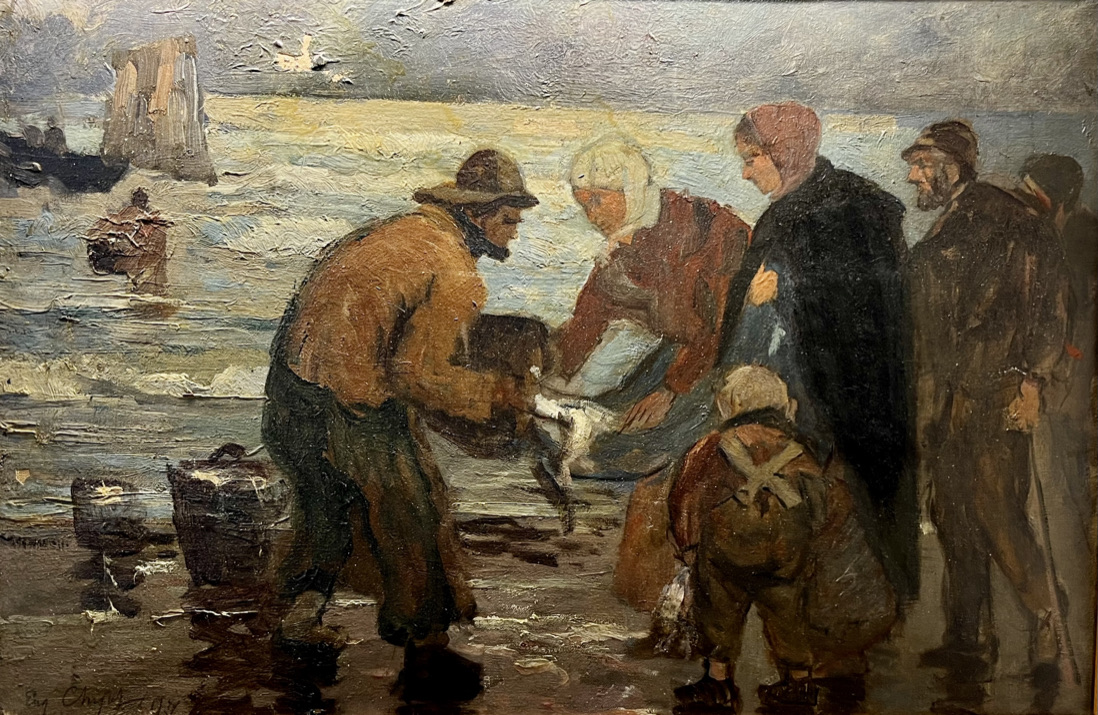
Eugène Chigot (1860–1923): Entladen des Fangs am Strand von Étaples, 1897. Musée de la Marine d'Étaples

Henri Le Sidaner begründete die eigentliche Künstlerkolonie im Jahre 1882, als er nach Étaples kam, um sich dort niederzulassen. Er erklärte, er wolle aufatmen, eine Luft- und Naturkur machen, weg von Paris, wo sich die akademischen Maler und die Impressionisten bekämpften.

### Blütezeit

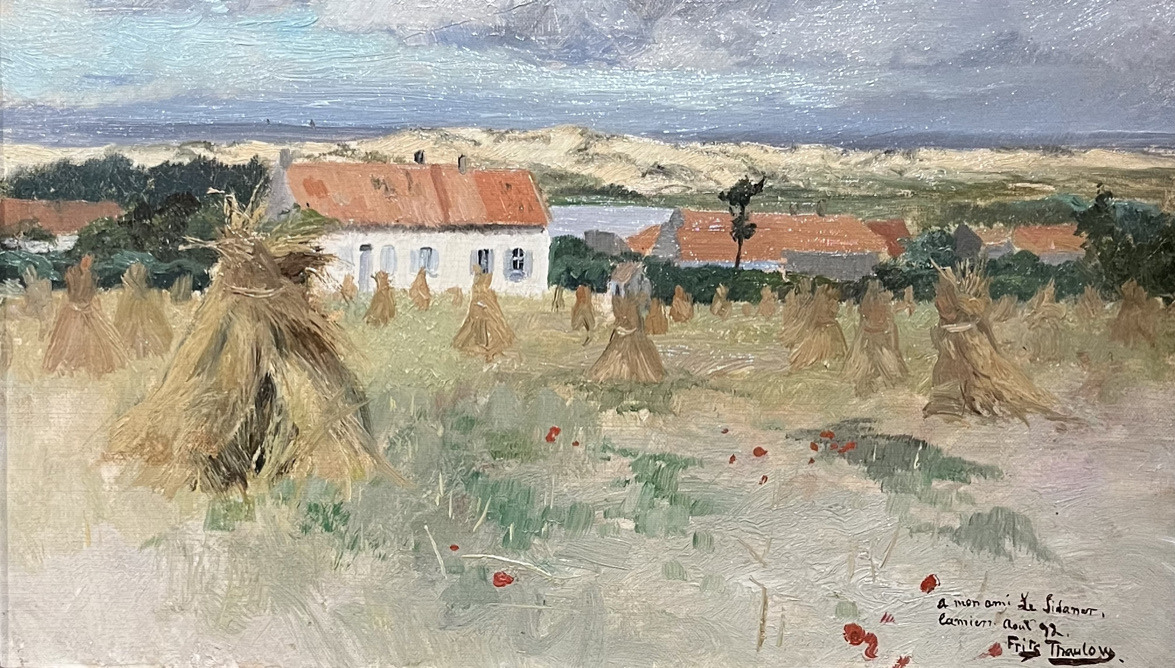
Frits Thaulow (1847– 1906): Dorfhaus am Meer, Camiers sur Étaples, 1893. Musée du Touquet-Paris-Plage – Édouard Champion

Die neue Eisenbahnlinie Paris-Boulogne brachte dann viele Maler nach Étaples, die sich von der unberührten Natur und der traditionellen Lebensweise angezogen fühlten. Ludovic-Napoléon Lepic, Alexandre Nozal, Francis Tattegrain und Eugène Trigoulet sind in Berck zu sehen, wohin sie manchmal wegen gesundheitlicher Probleme kamen, die sie selbst oder einen Verwandten betrafen.

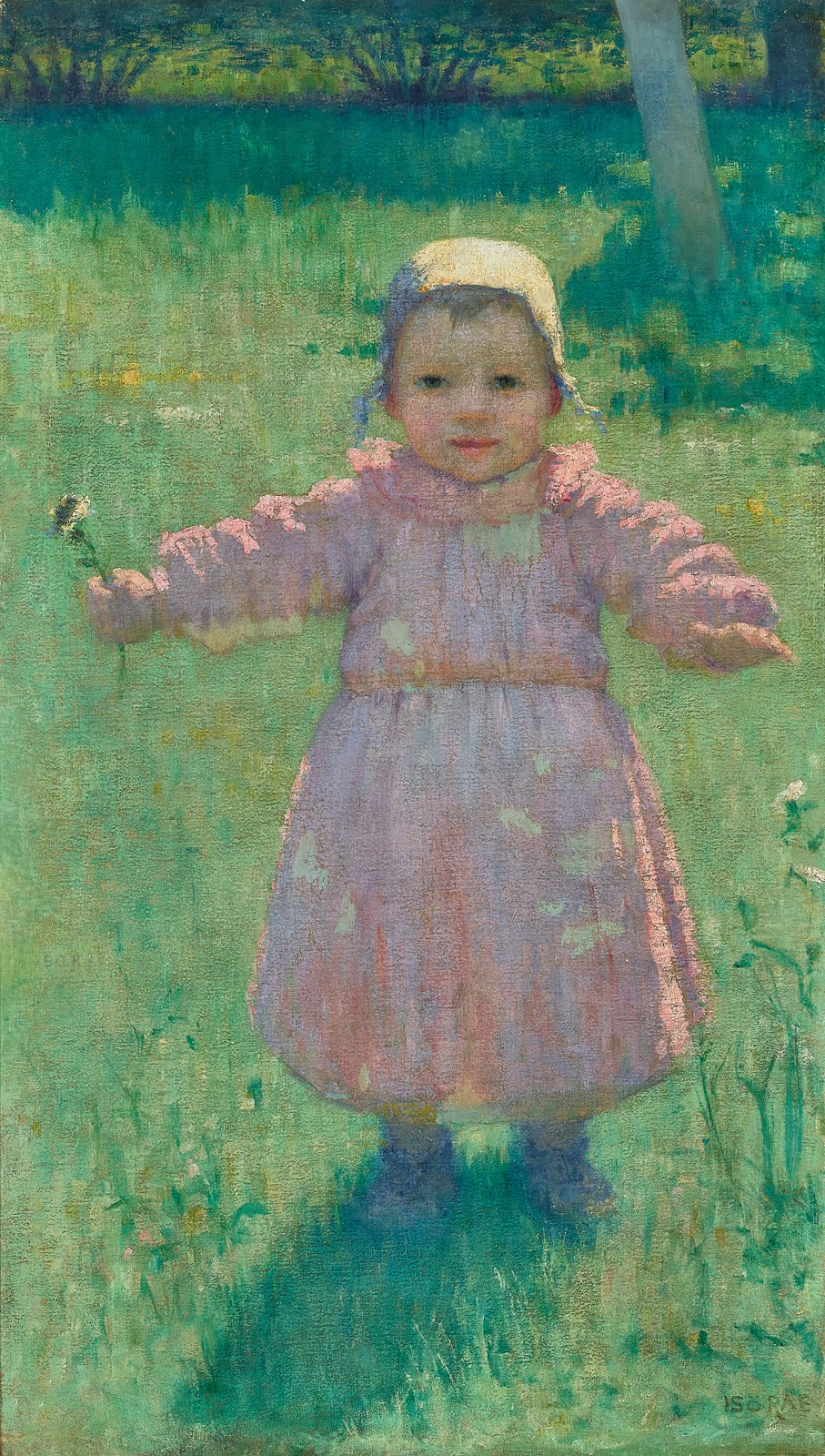
Iso Rae (1860–1940): Young Girl, Étaples, 1892.

Die Ankunft weiterer Gleichgesinnter an der Küste, die im Freien malen wollten, entsprach einer tiefen Sehnsucht vieler Künstler. Zur gleichen Zeit gab es ähnliche Bewegungen in der Normandie und der Bretagne (Schule von Pont-Aven mit Paul Gauguin, Émile Bernard u. a.). Insgesamt versammelte die Künstlerkolonie von Étaples zwar nicht so bedeutende Maler wie die der Bretagne, aber Künstler mit sehr unterschiedlichen Stilen.
In Étaples bildete sich die Künstlerkolonie. Sie bestand hauptsächlich aus französischen Malern und englischsprachigen Künstlern aus Nordamerika, Australien und Großbritannien, aber auch aus Skandinavien, Deutschland, Russland und Italien kamen Künstler nach Étaples. Einige kamen aus den Künstlerkolonien an den Küsten der Normandie und der Bretagne, andere aus dem nahen Le Touquet-Paris-Plage, Wissant, Montreuil-sur-Mer und Berck oder entlang der Canche sowie aus dem Hinterland von Douai und Arras. Die Zahl der australischen Künstler, die um 1900 nach Frankreich kamen, ist erstaunlich: allein in Étaples waren es fast 30. Einige waren nur Touristen und kamen nur auf der Durchreise; andere, wie Arthur Baker-Clack, Rupert Bunny, Isobel Rae, Hilda Rix Nicholas und Marie Tuck, blieben und ihr Aufenthalt in Étaples markierte einen wichtigen Moment in ihrer Karriere; wieder andere wurden „Kriegskünstler“, Maler, die im Auftrag der australischen Regierung Zeugnisse der Katastrophe des Ersten Weltkriegs darstellten.
Die Attraktivität der Region für ausländische Künstler erklärt sich auch aus ihrer Lage in Frankreich: Paris galt damals als „Mekka der Künste“. Eine Ausbildung an einer der französischen Akademien, von denen die Académie Julian eine der beliebtesten war, galt in Künstlerkreisen als notwendig, wenn nicht sogar als unabdingbar.
So wurden mehr als 200 Künstler gezählt, die in Étaples und den umliegenden Dörfern Trépied, Cucq, Camiers und dem aufstrebenden Badeort Touquet-Paris-Plage arbeiteten. Die niedrigen Lebenshaltungskosten vor Ort spielten bei diesem Zuzug eine Rolle, waren aber nur ein Faktor. Ausschlaggebend schien das besondere Licht dieser Region am Meer, die landschaftliche Vielfalt, die Fischerbevölkerung mit ihren Trachten, Bräuchen und Traditionen gewesen sein, die für wenig Geld, „40 Centimes pro Tag“, Modell stehen konnten. Besonders der Fischmarkt von Étaples wurde häufig als Motiv gewählt. Es gab jedoch auch Kritik an der Authentizität dieser Darstellungen, da sie oft dazu dienten, den Erwartungen des Kunstmarktes zu entsprechen, obwohl einige Werke auch ein soziales Bewusstsein widerspiegelten.
Die Maler der École d’Étaples waren besonders auf dem Pariser Salon von 1888 vertreten, wo mehrere ihrer Werke ausgestellt wurden. Anlässlich der Weltausstellung von 1893 in Chicago wurde ein internationaler Künstlerpavillon eingeweiht, zu dem zahlreiche französische Maler eingeladen wurden, insbesondere auf Vermittlung von in der Region ansässigen amerikanischen Künstlern: Dieses Ereignis, das in den Medien große Beachtung fand, trug zur Bekanntheit der Künstlerkolonie bei. Die Galerie Georges Petit eröffnet in Paris die erste Ausstellung der „Société nouvelle des peintres et sculpteurs“, der eine Reihe von Künstlern angehören, die sich in der Stadt niedergelassen haben.
Auf Initiative von Eugène Chigot und Henri Le Sidaner werden Ausstellungen organisiert: ab 1887 in Étaples und ab 1896 und in den folgenden Jahren in Le Touquet-Paris-Plage. Dort konnte sich ein wohlhabendes Bürgertum den Erwerb von Gemälden leisten, was einen zusätzlichen Anreiz darstellte. So profitierten auch die umliegenden Gemeinden von der Künstlerkolonie.

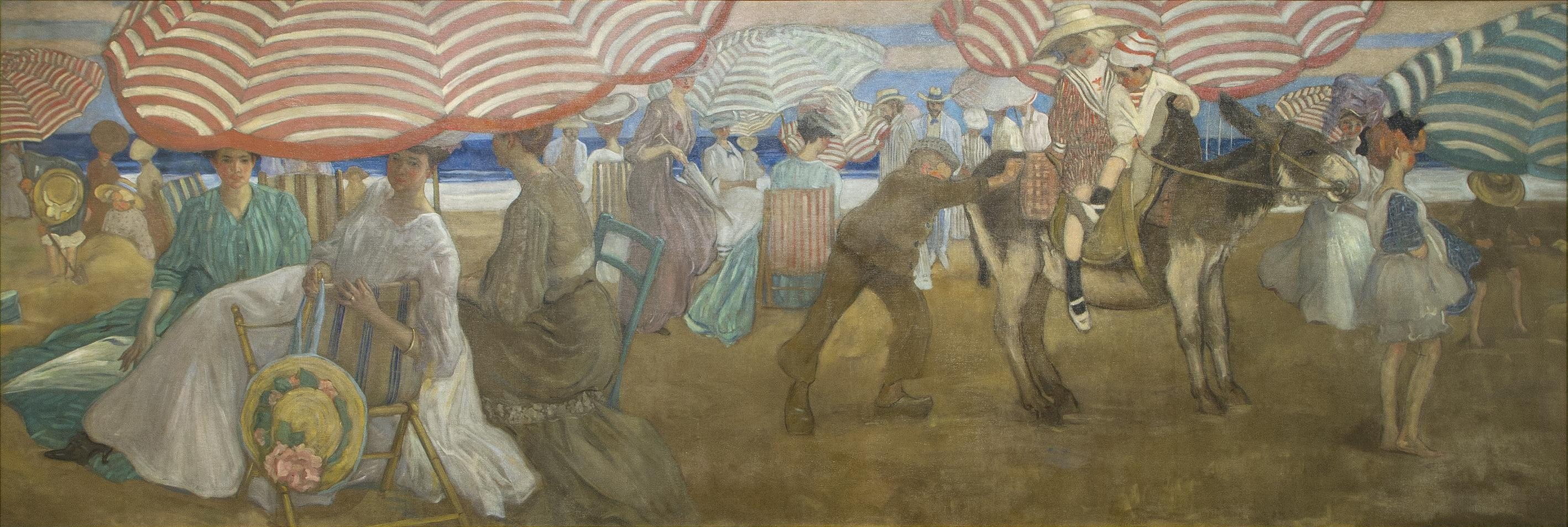
Frederick Carl Frieseke (1874–1939): Nachmittag am Strand, 1905/06.

Im Februar 1911 prägte Édouard Lévêque (1857–1936), ein französischer Industrieller, Maler und Fotograf, der in Le Touquet-Paris-Plage lebte, den Namen „Côte d’Opale“ für diese ganz besondere Küste mit ihren vielfältigen und wechselnden Farben. Die Anwesenheit dieser Künstler, die ein verklärtes Bild der Region zeichnen, ist eine hervorragende Werbung für die Region. Sie ist auch eine Grundlage für die Entwicklung des lokalen kulturellen und künstlerischen Lebens.
Im Jahr 1914 präsentierten 89 Künstlerinnen und Künstler im Salon der Kunstgesellschaft der Picardie insgesamt 223 Bilder. Diese Ausstellung kann als repräsentativ für die Bedeutung der École de Étaples betrachtet werden.

### Ende

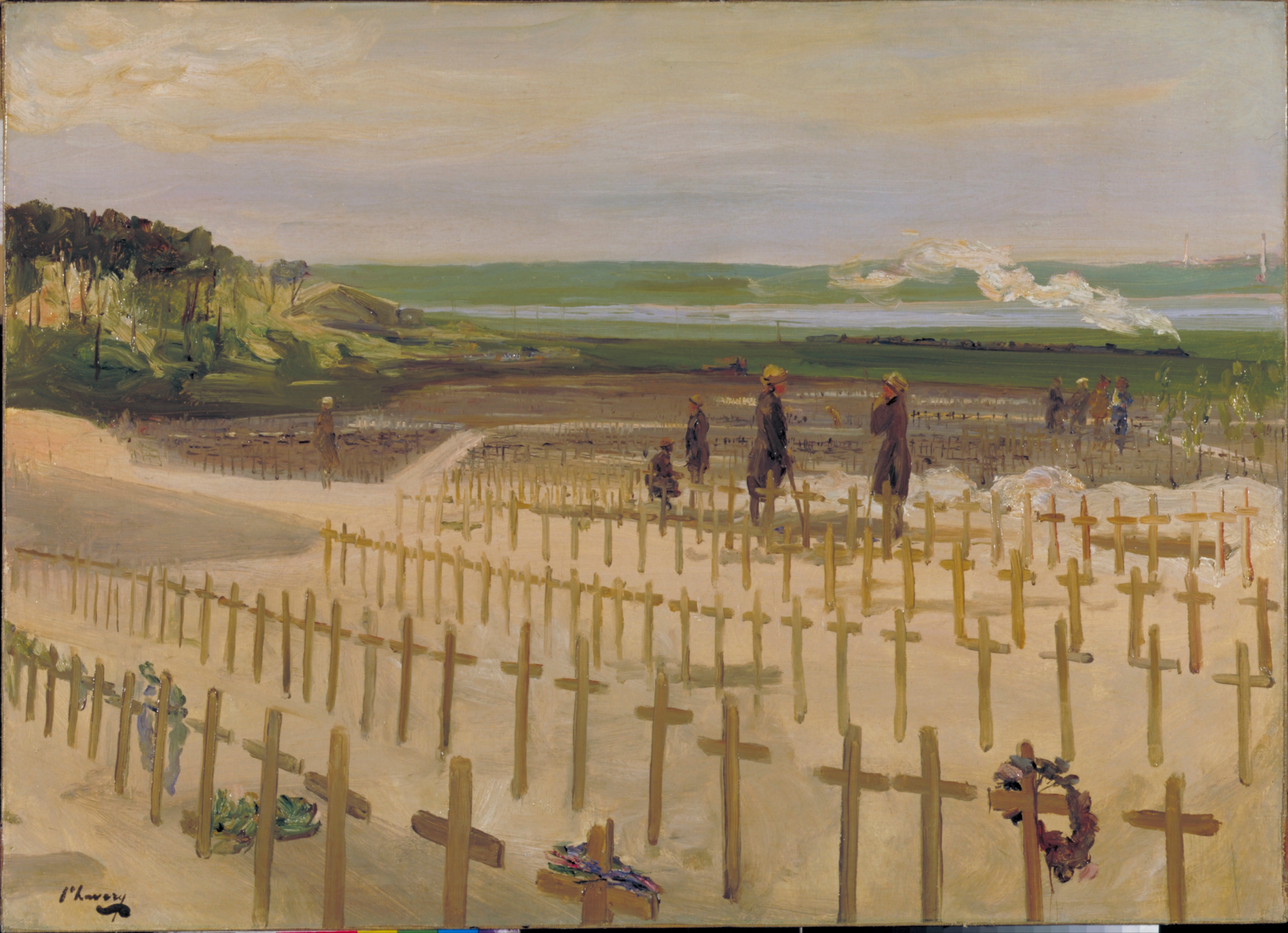
John Lavery (1856–1941): Der Friedhof, Étaples, 1919. Imperial War Museum, London.

Der Erste Weltkrieg unterbrach diese Entwicklung abrupt, da fast alle Maler nach Kriegsausbruch in ihre Heimatländer zurückkehrten.
Obwohl die Mehrheit der Maler die Stadt 1914 verließ, wurde die künstlerische Tätigkeit während des Krieges von Freiwilligen und von Künstlern, die an der nahen Front eingezogen wurden, in unterschiedlicher Qualität fortgesetzt. Im Mai 1918 wurde die Stadt bombardiert. Mit der Rückkehr des Friedens kehrten einige der ehemaligen Bewohner in ihre Heimat zurück, darunter auch einige Maler. Allerdings entstanden in dieser Zeit nur wenige innovative Werke.

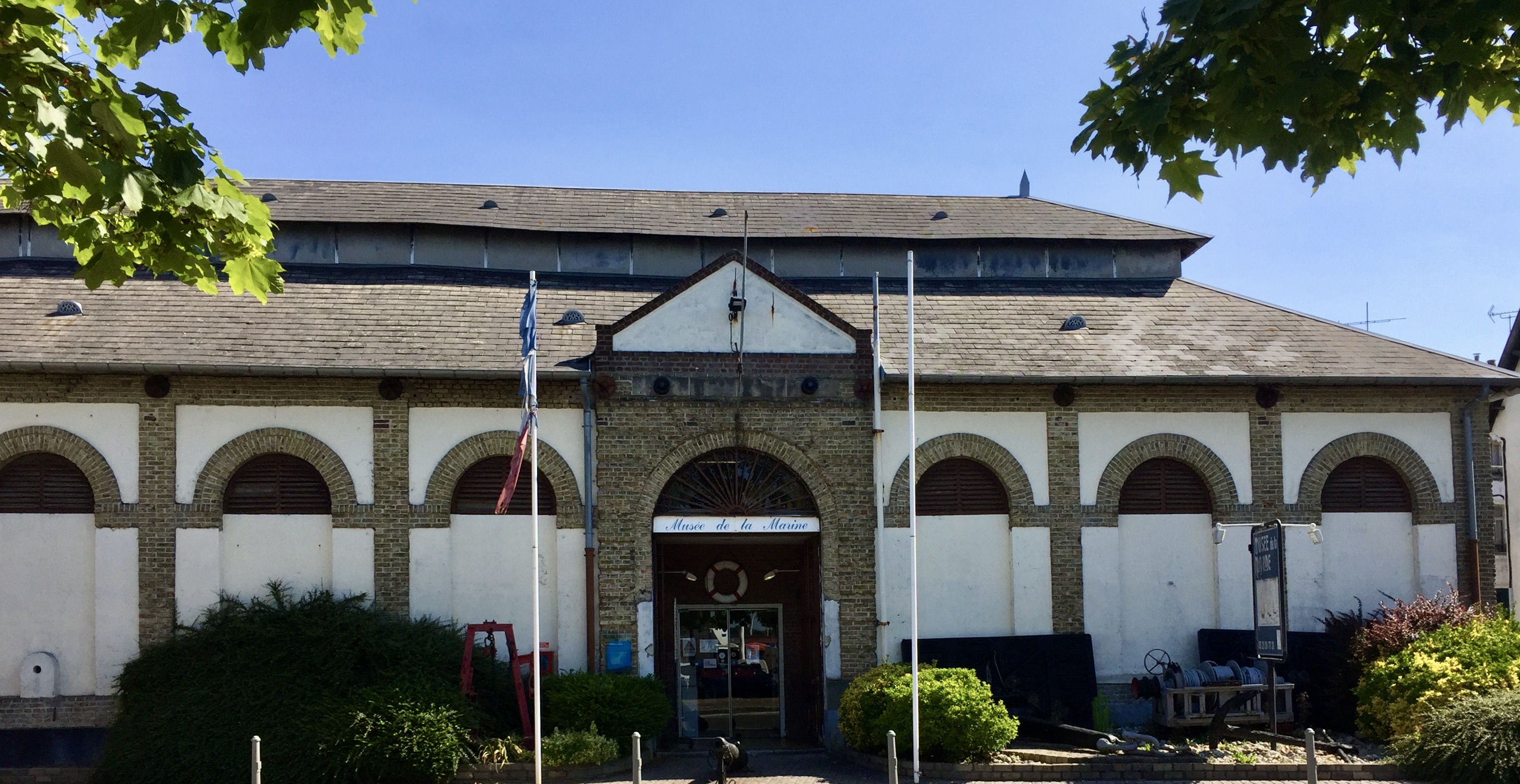
Musée de la Marine d'Étaples

Das Fehlen eines der Künstlerkolonie gewidmeten Museums hatte zur Folge, dass die Werke über die ganze Welt verstreut wurden, von den Vereinigten Staaten bis nach Australien. In Étaples befand sich ein Museum für diese Werke im Bau. Im Jahr 2016 wurde das Projekt jedoch vom Département Pas-de-Calais unter dem Vorsitz von Michel Dagbert abgesagt. Die bereits begonnenen Arbeiten wurden eingestellt und die 120 Werke umfassende Sammlung verstreut oder an andere Museen ausgeliehen. Einige Werke können jedoch in den lokalen Museen von Étaples, Le Touquet und Berck besichtigt werden.
Das Musée de la Marine d'Étaples sowie der Verein der Freunde des Marinemuseums von Étaples (AMME) und das Maison du Port (provisorisches Museum des Départements Pas-de-Calais) bemühen sich, die Geschichte der École de Étaples wieder aufleben zu lassen.

## Künstler (Auswahl)

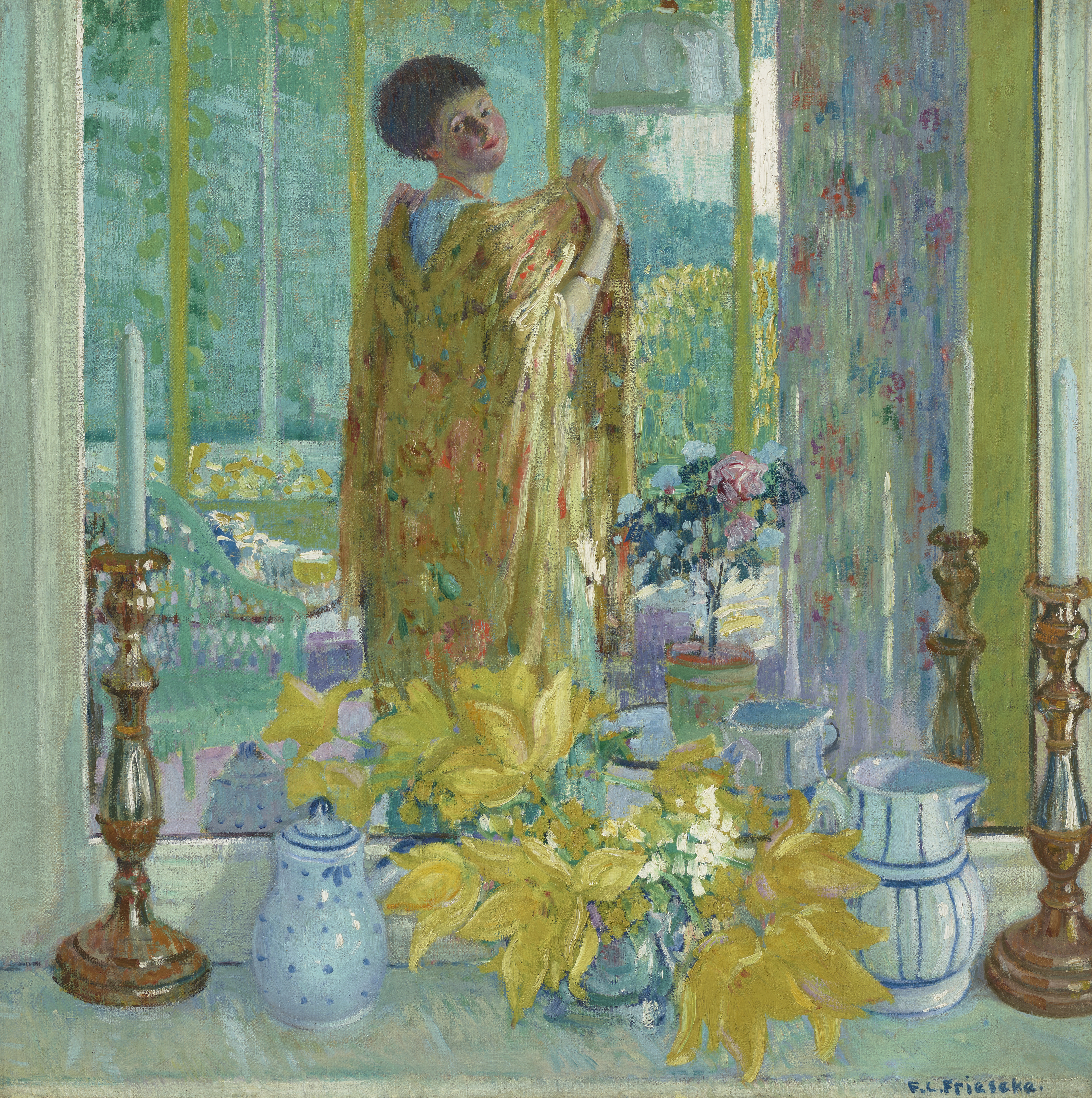
Frederick Carl Frieseke (1874–1838): Gelbe Tulpen, circa 1911/12.

### Amerika
- Max Bohm (1868–1923), impressionistischer Maler
- Eanger Irving Couse (1866–1936), Maler
- Frederick Carl Frieseke (1874–1939), Maler
- Walter Gay (1856–1937), Maler
- Elizabeth Nourse (1859–1938), Malerin, Bildhauerin und Designerin
- Henry Ossawa Tanner (1859–1937), afroamerikanischer Künstler

### Australien und Neuseeland
- John Godson
- Frances Hodgkins (1869–1947), Malerin
- Winifred Honey
- Iso Rae
- Hilda Rix Nicholas (1884–1961), Malerin
- Arthur Streeton (1867–1943), Maler

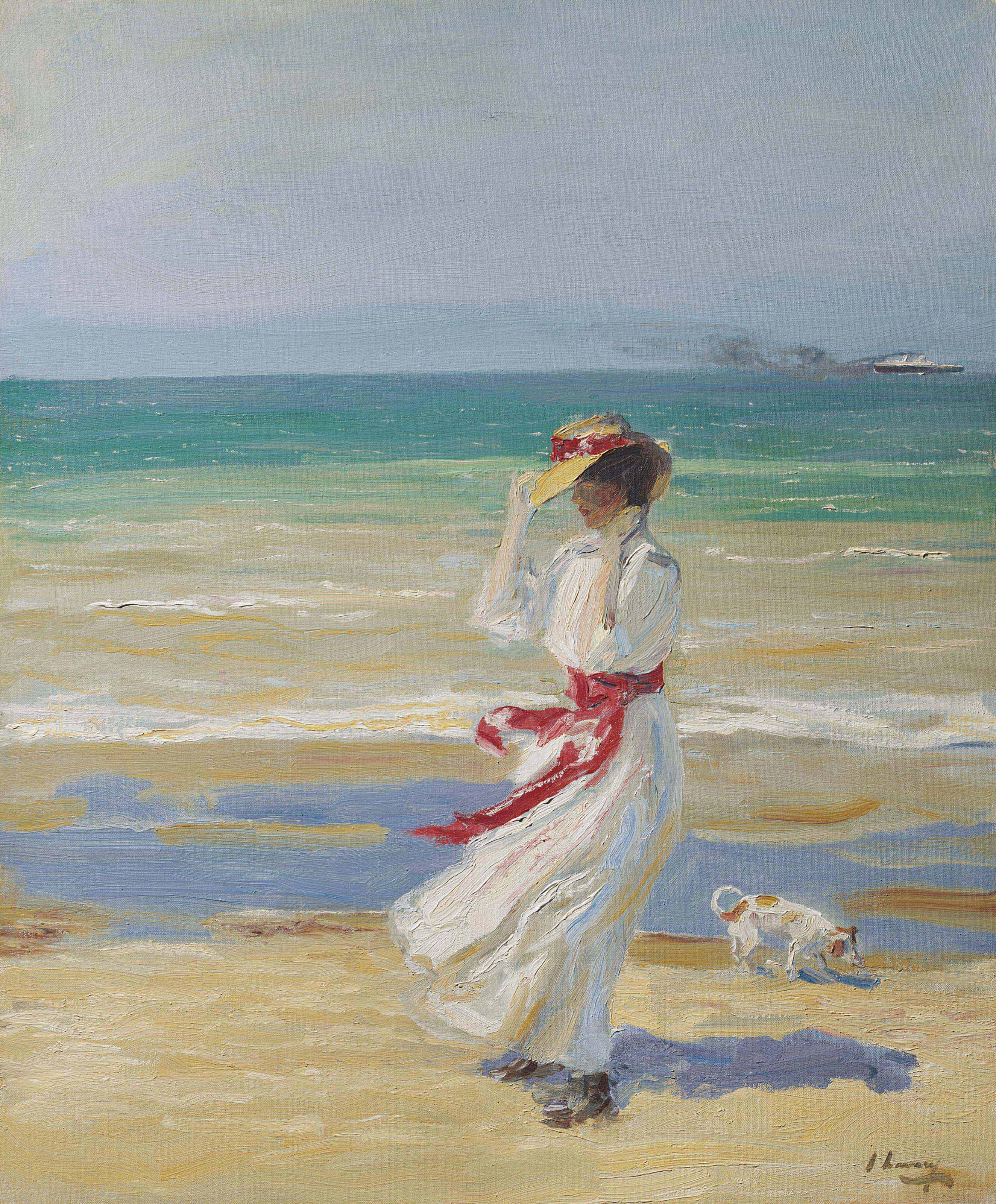
John Lavery (1856-1941): Ein windiger Tag. Um 1908

### Großbritannien
- Frank Brangwyn (1867–1956), walisischer Maler, Grafiker, Illustrator und Designer
- John Duncan Fergusson (1874–1961), spätimpressionistischer Maler
- Dudley Hardy (1867–1922), Maler und Illustrator
- John Lavery (1856–1941), irischer Porträtist und Landschaftsmaler

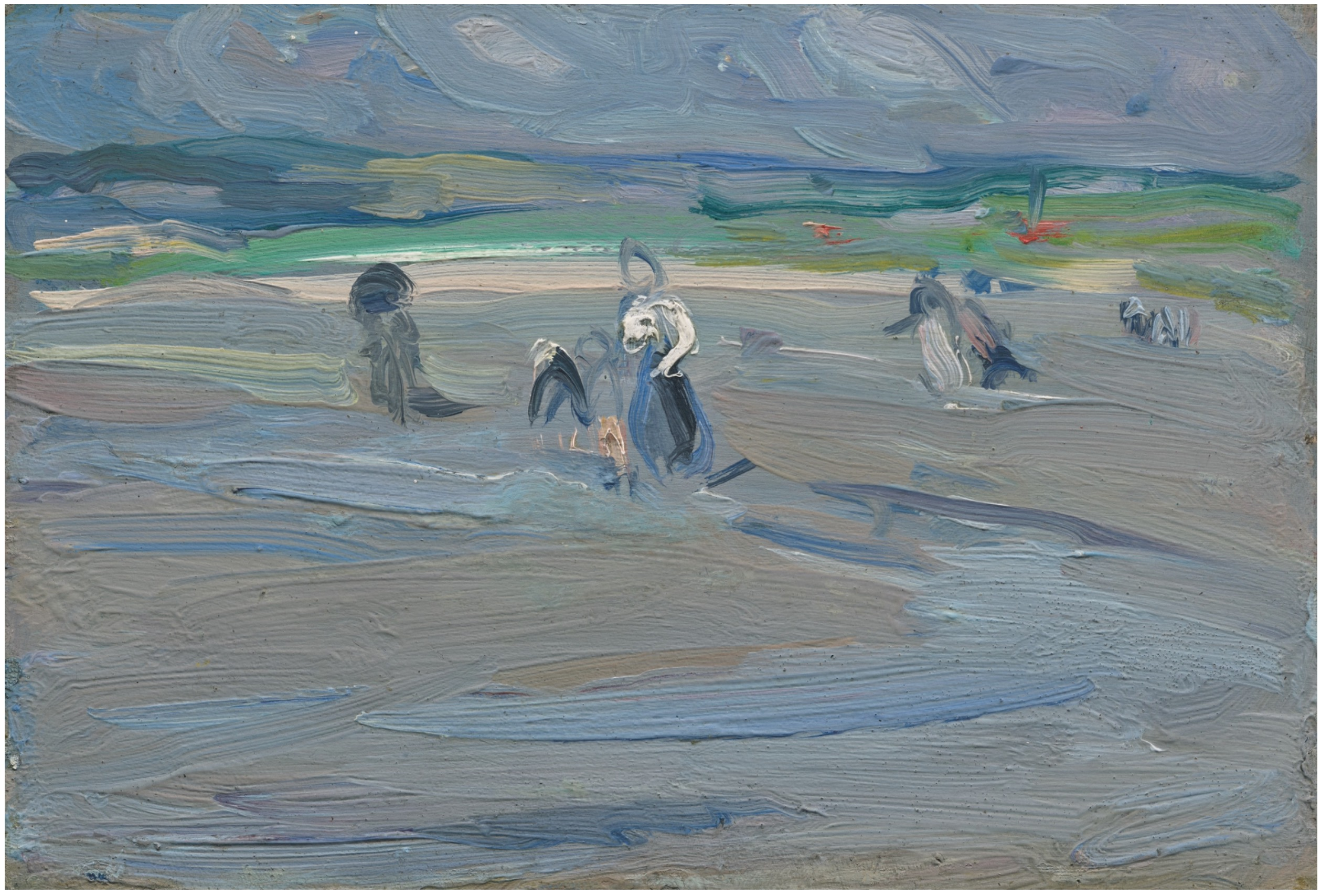
Samuel John Peploe (1871-1935) Spaziergänger am Strand, Um 1903

- Samuel John Peploe (1871-1935) Spaziergänger am Strand, Um 1903Samuel Peploe (1871–1935), spätimpressionistischer Maler

### Frankreich
- Jules Adler
- Abel Bertram
- Eugène Boudin (1824–1898), Maler
- Henri Calvet
- Marius Chambon
- Eugène Chigot (1860–1923), Landschafts- und Marinemaler
- Charles-François Daubigny (1817–1878), Maler und Grafiker
- Henri Duhem (1860–1941), Landschaftsmaler und Schriftsteller
- Henri Le Sidaner (1862–1939), Maler
- Édouard Lévêque
- Émile Maillard
- Émile Méret
- Jacques Adrien Sauzay
- Francis Tattegrain (1852–1915), Maler
- Eugène Lawrence Vail (1857–1934), Maler mit US-amerikanischen Wurzeln
- Édith Vaucamps
- Jules Wengel (1865–1934), deutsch-französischer Genre- und Landschaftsmaler

### Skandinavien
- Frits Thaulow (1847–1906), norwegischer Maler
- Anshelm Schultzberg

## Ausstellungen
- Visages de terre et de mer : regards de peintres à Wissant à la fin du XIXe siècle = Wissant seen by painters at the end of the 19th century. Ausstellung, Maison du Port d'Étaples, 20. September 2014–20. Januar 2015.
- Fernand Stiévenart, Juliette de Reul: Künstlerpaar der Schule von . Ausstellung, Étaples, Maison du Port départemental d'Étaples, 25. Juni bis 27. November 2022.